# Jean-Claude Bruneau
Pour les articles homonymes, voir Bruneau.
Jean-Claude Bruneau, né le 27 octobre 1945 à Talence et mort le 18 septembre 2014 à Bordeaux,, est un géographe français.

## Biographie
Passionné par l'Afrique, il y a passé près de la moitié de sa vie, enseignant dans divers pays et y étudiant les populations locales, leurs cultures et leurs villes. Il a notamment dirigé l'élaboration d'un atlas de Lubumbashi, deuxième ville la plus peuplée de la République démocratique du Congo, pays dans lequel il a vécu 15 ans. Au Cameroun, il fut plus tard le responsable du projet d'appui aux universités, Unicam 2000.
Reprenant la phrase « Le Cameroun, c’est l’Afrique en miniature» utilisée pour la première fois par le géographe camerounais Jean Felix Loung dans son ouvrage intitulé Le Cameroun:géographie 3e, Paris, Hatier, 1973[réf. nécessaire]», il a fait de ce pays une description enthousiaste, que l'on peut retrouver sur le site de l'ambassade de France au Cameroun (Yaoundé).
Après avoir enseigné à l'université Paul-Verlaine de Metz, il est  professeur de Géographie à l'université Paul-Valéry de Montpellier. Il est aussi chercheur à l'UMR ADES, équipe DYMSET (dynamique des milieux et des sociétés dans les espaces tropicaux), de l'université Bordeaux-Montaigne.